# Зейтунско евангелие
Зейтунското евангелие (на арменски: Զեյթունի ավետարան) е средновековен илюстриран ръкопис, шедьовър на арменската книжна живопис. Евангелието е преписано и илюстрирано в Киликийското царство от изтъкнатия миниатюрист Торос Рослин по поръчка на католикоса на Арменската апостолическа църква, Константин I.
Книгата е създадена през 1256 г. Тя запазва своята цялост в продължение на много столетия, въпреки честите нашествия, войни и разрушения. Поврежда се през 20 век, по време на арменския геноцид, когато от нея се откъсват страници с богато орнаментираните таблици на „Каноните на съгласие“. Ценните миниатюри се откриват години по-късно в музея Гети в Лос Анджелис. През 2015 г. между музея Гети и Западната епархия на Арменската църква в САЩ се сключва съглашение, според което откъснатите страници се връщат в собственост на църквата, но остават на съхранение в музея. Там те са заведени като обект с номер Ms. 59 (94.MB.71). Зейтунското евангелие се намира в Ереван, в Института за древни ръкописи Матенадаран (Ms. 10450).

## История
Зейтунското евангелие носи подписа на големия арменски миниатюрист и книгописец на 13 век, Торос Рослин, и е известно като неговото най-ранно произведение с потвърдено авторство. Художникът преписва и илюстрира ръкописа в скриптория на крепостта Румкале през 1256 г. по поръчка на католикоса Константин I. В знак на почит към своя предшественик в Румкале, миниатюриста Ованес, Рослин използва като образец илюстрациите от неговото евангелие, съхранявано днес в галерия за изкуствата Фриър (Freer Gallery of Art) във Вашингтон (MS 44.17).
В продължение на четири века ценният ръкопис е спасяван от военните нашественици, като е пренасян от едни манастири и църкви, станали жертва на разрушение, в други на територията на Киликийското царство. През 16 век евангелието се намира в град Зейтун (днес Сюлейманли). Съхранява се там в църквата Сурб Аствацацин (Света Богородица) до 1915 г., като с течение на времето придобива слава на реликва, притежаваща чудотворни и защитни сили.

### 20 век
Съдбата на ръкописа през 20 век е тясно свързана със събитията на арменския геноцид. Църквата в Зейтун е под патронажа на князете от рода Сюранян и неговият старейшина, Асатур Сюранян, успява да избегне първата депортация на арменците в пустинята около Дейр ез-Зор. Той се преселва заедно с оцелялата част на своето семейство в град Мараш, днешен Кахраманмараш (на турски: Kahramanmaraş), като успява да изнесе и Зейтунското евангелие. През 1916 г., след внезапната депортация на Асатур Сюранян от Мараш, ръкописът се оказва даден за съхранение на намиращия се в Мараш американски мисионер. До този момент книгата преминава през ръцете на няколко души – лекаря А. Тер-Казарян, неговите сестри, вероятен участник в събитията е и човек на име Мелкон Адамян. Предполага се, че именно в този период се откъсват ценните страници с „Каноните на съгласие“, които по-късно се оказват в Бостън, при сина на Мелкон Адамян, Н. Адамян. Самата книга се намира в Мараш до 1920 г.
През 1928 г. мисионерът, който по това време все още е в Турция, изразява готовност да върне арменската реликва. По закон обаче той няма право да изнесе Зейтунското евангелие от страната, така че предава книгата на Арменския патриархат в Константинопол. Там ръкописът се намира до края на 1960-те години, след което се дарява на католикоса Вазген I и се пренася в Ечмиадзинския манастир. Вазген I от своя страна предава ръкописа на Матенадаран, Института за древни ръкописи в Ереван. Зейтунското евангелие се съхранява там под номер Ms. 10450.
Откъснатите от Зейтунското евангелие страници достигат до САЩ, намират се там в частна собственост на едно арменско семейство (името му не се разкрива от официалните лица) и се наследяват като фамилна ценност. През 1994 г. те се излагат в библиотеката Морган в Ню Йорк, след което музеят Гети ги придобива за около милион долара.

### Юридически спор между Арменската църква и музея Гети
През 2010 г. Западната епархия на Арменската апостолическа църква в САЩ подава съдебен иск срещу музея Гети за връщане на откраднатите от Зейтунското евангелие миниатюри. Искът подробно описва съдбата на Зейтунското евангелие и нейната връзка с арменския геноцид. Той предизвиква широка обществена реакция, тъй като за първи път се поставя въпросът за връщане на културните и исторически ценности, заграбени или изгубени по време на трагичните за арменците събития. Първоначално от страна на музея искът се оценява като необоснован и се оспорва с твърдението, че страниците с миниатюрите са придобити по законен път. От своя страна Арменската църква очаква решението на казуса да се намери чрез преговори извън съда, като акт на признание на историческата истина и уважение към арменската култура. След 5 години съдебен процес спорът се разрешава със сключване на съглашение, от което остават доволни и двете страни. Според него музеят Гети признава собствеността на Арменската църква върху страниците с „Каноните на съгласие“, а Арменската църква ги предоставя на музея за съхранение. Като позитивен резултат от съглашението се оценява и възможността за достъп към тези ценни експонати на многобройната арменска диаспора в Калифорния. Съдебните разноски, чийто размер не се съобщава, са поети от музея Гети. Сключването на съглашението съвпада със световното отбелязване на 100-годишнината на арменския геноцид.

## Описание
Ръкописът е четвероевангелие, изработен е от фин пергамент, използвани са темперни бои, злато и мастило. Книгата е подвързана със сребърен обков, украсен с образите на Богородицата и два архангела. Освен откъснатите от книгата листа с „Каноните на съгласие“, живописната украса съдържа потрети на евангелистите, титулни листа към техните евангелия, маргиналии и инициали.
Портретите на евангелистите са на бляскав златен фон. Титулните листа са с инициали, изобразяващи символите на евангелистите. Таблиците на „Каноните на съгласие“ на Евсевий са вписани в хорани – декор, наподобяващ архитектурен обект с колони и арки и символизиращ вход в евангелието.

## Хорани с „Каноните на съгласие“
Таблиците с „Каноните“ са създадени от Евсевий Кесарийски през 300-те години. Те съдържат номерата на страниците на евангелия, които описват едни и същи събития. В арменската традиция на книжната миниатюра тези таблици се вписват в хорани. Рослин следва този традиционен формат. Неговите хорани на Зейтунското евангелие са с по три колони, полукръглите арки са включени в правогълни заставки. Богатият им декор се състои от изображения на птици и разнообразни флорални и геометрични орнаменти.